# Château de Chaussadis
Le château de Chaussadis est situé sur la commune d'Ahun, dans le département de la Creuse, région Nouvelle-Aquitaine, en France.